# Geschichte und Region/Storia e regione
Geschichte und Region/Storia e regione (abbreviata in GRSR) è una rivista storiografica in lingua italiana e tedesca che esce due volte l'anno a Bolzano.

## Descrizione
Il periodico è edito dal 1992 dal omonimo gruppo di lavoro, l'associazione GRSR. Esso rappresenta un punto di riferimento all'interno della panoramica storiografica dell'area trentino-tirolese, ma che irradia ormai in tutto l'ambito alpino. L'impostazione di fondo inter- e transdisciplinare garantisce un approccio innovativo verso i temi di storia regionale comparata. Il marcato bilinguismo della rivista ne fa uno strumento di interscambio fra la ricerca storica di area germanofona e di area romanza. GRSR ha contribuito a far nascere lo Zentrum für Regionalgeschichte/Centro di storia regionale, insediato dalla fine del 2013 presso la Libera Università di Bolzano e passato nel 2024 alla Provincia autonoma di Bolzano, ripartizione musei.
Direttrice responsabile della rivista è Michaela Oberhuber che nel 2014 ha sostituito Siglinde Clementi. Fanno parte della redazione Andrea Bonoldi, Francesca Brunet, Siglinde Clementi, Andrea Di Michele, Ellinor Forster, Florian Huber, Stefan Lechner, Hannes Obermair, Gustav Pfeifer, Martina Salvante, Philipp Tolloi, Oswald Überegger.
Quali corrispondenti fungono fra l'altro Giuseppe Albertoni, Marco Bellabarba, Laurence Cole, Hans Heiss, Pieter M. Judson, Margareth Lanzinger, Wolfgang Meixner, Cecilia Nubola, Tullio Omezzoli e Reinhard Stauber.

## Riferimenti
1. ↑  Hans Heiss, Geschichte und Region/Storia e regione. Eine Zwischenbilanz, in "Geschichte und Region / Storia e regione", 21, 2012, n. 1–2, pp. 163–171 (online).